# Le Lude
Le Lude là một xã trong vùng hành chính Pays de la Loire, thuộc tỉnh Sarthe, quận La Flèche, tổng Le Lude. Tọa độ địa lý của xã là 47° 38' vĩ độ bắc, 00° 09' kinh độ đông. Le Lude nằm trên độ cao trung bình là 49 mét trên mực nước biển. Xã có dân số vào thời điểm 1999 là 4201 người.

## Địa điểm tham quan
- Lâu đài Le Lude
- Nhà thờ Saint-Vincent